# Морган-Пойнт-Резорт (Техас)
Морган-Пойнт-Резорт (англ. Morgan's Point Resort) — місто (англ. city) в США, в окрузі Белл штату Техас. Населення — 4636 осіб (2020).

## Географія
Морган-Пойнт-Резорт розташований за координатами 31°9′8″ пн. ш. 97°27′32″ зх. д. / 31.15222° пн. ш. 97.45889° зх. д. (31.152148, -97.458825).  За даними Бюро перепису населення США в 2010 році місто мало площу 6,40 км², уся площа — суходіл. В 2017 році площа становила 7,28 км², з яких 7,25 км² — суходіл та 0,03 км² — водойми.

## Демографія
Згідно з переписом 2010 року, у місті мешкало 4170 осіб у 1571 домогосподарстві у складі 1178 родин. Густота населення становила 651 особа/км².  Було 1736 помешкань (271/км²).
Расовий склад населення:
| - 92,1 % — білих - 1,5 % — чорних або афроамериканців - 0,6 % — корінних американців - 0,4 % — азіатів - 0,2 % — вихідців з тихоокеанських островів - 3,2 % — осіб інших рас |

До двох чи більше рас належало 2,1 %. Частка іспаномовних становила 12,0 % від усіх жителів.
За віковим діапазоном населення розподілялося таким чином: 27,1 % — особи молодші 18 років, 62,4 % — особи у віці 18—64 років, 10,5 % — особи у віці 65 років та старші. Медіана віку мешканця становила 38,4 року. На 100 осіб жіночої статі у місті припадало 97,2 чоловіків;  на 100 жінок у віці від 18 років та старших — 94,0 чоловіків також старших 18 років.
Середній дохід на одне домашнє господарство  становив 75 540 доларів США (медіана — 66 299), а середній дохід на одну сім'ю — 81 855 доларів (медіана — 70 273). За межею бідності перебувало 7,5 % осіб, у тому числі 8,4 % дітей у віці до 18 років та 0,0 % осіб у віці 65 років та старших.
Цивільне працевлаштоване населення становило 1755 осіб. Основні галузі зайнятості: освіта, охорона здоров'я та соціальна допомога — 30,2 %, транспорт — 14,7 %, роздрібна торгівля — 10,8 %, публічна адміністрація — 7,7 %.